# Урало-Кавказ
Урало-Кавказ (укр. Урало-Кавказ) — посёлок, относится к Краснодонскому городскому совету Луганской области. Под контролем самопровозглашенной Луганской Народной Республики.

## Географическое положение
Находится юго-восточнее Луганска.
Соседние населённые пункты: города Краснодон на западе, Суходольск на северо-западе, сёла Дружное на северо-северо-западе, Малый Суходол и Беленькое на северо-востоке, посёлок Изварино и село Власовка на юго-востоке, посёлки Западный и Поречье на юге.

## История
Посёлок городского типа с 1938 года.
В 1956 году основой экономики посёлка являлась добыча угля, здесь действовали средняя школа, начальная школа, две библиотеки и клуб.
В 1970е годы основой экономики посёлка являлась добыча угля.
В январе 1989 года численность населения составляла 3365 человек.
После провозглашения независимости Украины восточнее посёлка прошла граница между Украиной и Россией.
В июле 1995 года Кабинет министров Украины утвердил решение о приватизации находившегося здесь совхоза "Молодогвардейский". В сентябре 1996 года была закрыта находившаяся в посёлке Урало-Кавказ угольная шахта "Донецкая".
На 1 января 2013 года численность населения составляла 2555 человек.
С весны 2014 года в составе Луганской Народной Республики.

## Транспорт
Расположен в 2 км от ж.-д. станции Урало-Кавказская на линии Родаково – Лихая.

## Местный совет
94440, Луганская обл., Краснодонский городской совет, пгт. Урало-Кавказ, ул. Горького, 39